# Protocole de Milwaukee

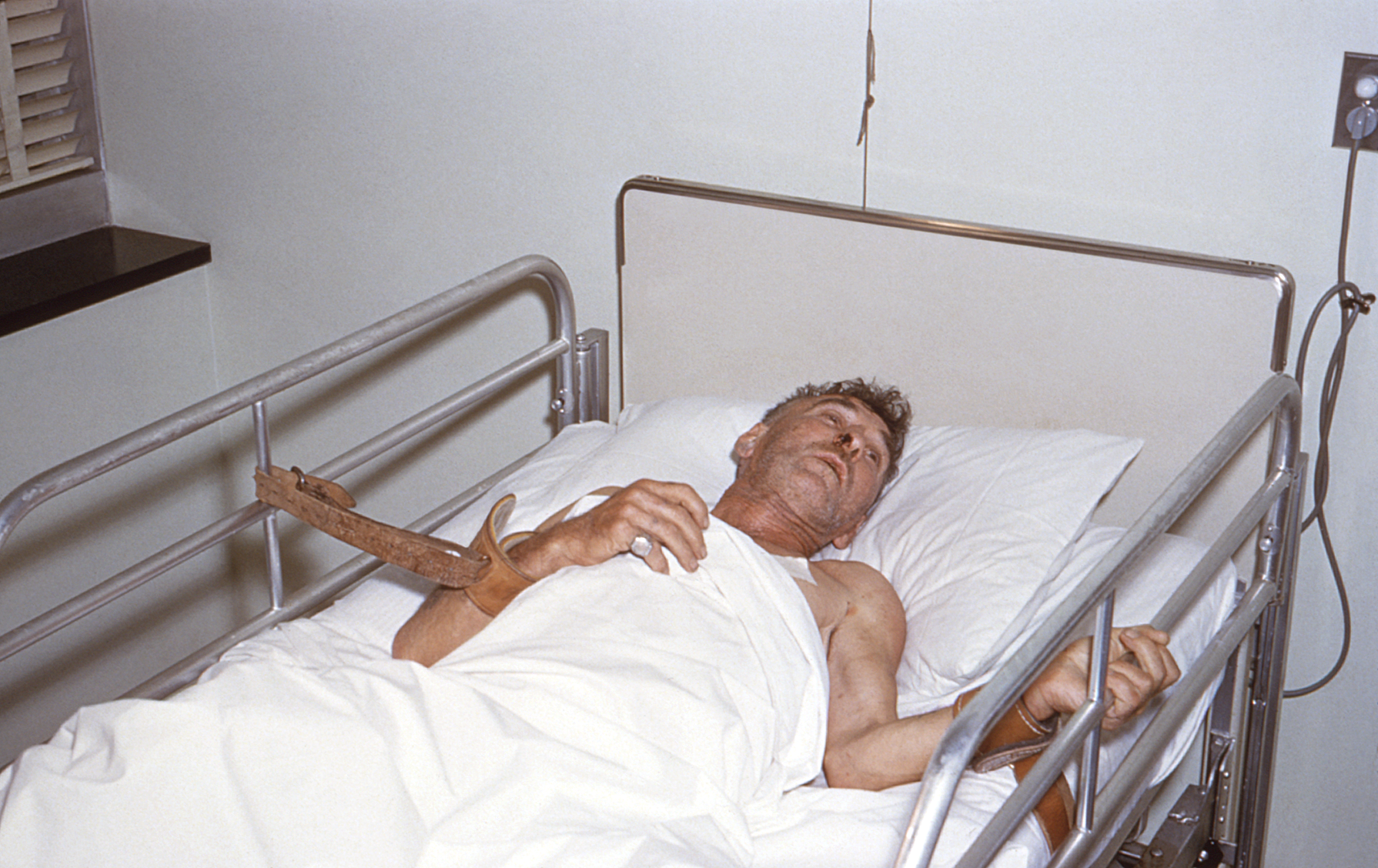
Homme présentant des signes progressifs de rage.

Le protocole de Milwaukee est un traitement expérimental contre la rage chez un être humain. Le traitement consiste à plonger le malade dans un coma induit et lui administrer des médicaments contre le virus. Cette approche fut développée et nommée par un médecin, le Dr Rodney Willoughby Jr., à la suite du traitement réussi de Jeanna Giese. Cette adolescente de Wisconsin est devenue en 2004 la première des seuls six patients qui auraient jamais survécu à la rage symptomatique sans recevoir la piqûre antirabique.

## Récit du premier cas
Le 12 septembre 2004, Jeanna Giese, une lycéenne de 15 ans, prit une chauve-souris dans ses mains à l'église Saint-Patrick dans sa ville de Fond du Lac, Wisconsin. Elle fut mordue à l'index gauche. Ayant soigné la plaie à l'eau oxygénée, la famille décida de ne pas consulter de médecin. Trente-sept jours après la morsure, Giese développa des signes neurologiques et fut hospitalisée avec une fièvre à 39 °C, une vision trouble, des difficultés d'élocution et des myoclonies au bras gauche.
Elle ne réagit pas aux traitements administrés ; le dépistage d'autres maladies se révéla négatif. Alors que son état empirait, sa mère mentionna la morsure que Giese avait eue avant de tomber malade. Le diagnostic de la rage fut alors évoqué et la patiente fut adressée au Dr Willoughby, à l'hôpital pédiatrique du Wisconsin, à Wauwatosa. L'hypothèse diagnostique fut confirmée par des examens de laboratoire aux Centres pour le contrôle et la prévention des maladies.
Des cas passés ont démontré que la plupart des morts dues à la rage sont provoquées par un dysfonctionnement temporaire du cerveau sans dégâts importants au cerveau lui-même. Grâce à cette information, l'équipe de Willoughbry conçut un traitement expérimental contre la rage, auquel les parents de Giese donnèrent leur accord.
Son but fut d'induire un coma chez Giese, afin de protéger son cerveau et la maintenir en vie pour laisser son système immunitaire combattre le virus. On lui donna un mélange de kétamine et midazolam pour étouffer l'activité du cerveau et les antiviraux ribavirine et amantadine. On réveilla Giese après six jours, dès que le progrès du système immunitaire se manifesta.
Après 31 jours en hôpital, on déclara Giese sans virus et mit fin à son isolement. L'étendue des lésions cérébrales subies fut une première source d'inquiétude. Bien que le cerveau fut atteint dans une certaine mesure, la maladie (et son traitement) sembla avoir épargné ses capacités cognitives. Elle passa plusieurs semaines à suivre un cours de rééducation et fut autorisée à quitter l'hôpital le 1er janvier 2005. Au début de 2005, elle fut capable de marcher, de rentrer à l'école et se mettre à conduire.

## Un protocole contesté
Avec le recul le protocole a fait l'objet de critiques recommandant son abandon.